# Gwangju, Gyeonggi
Gwangju (Phát âm Tiếng Hàn: [kwaŋ.dʑu] - Hán-Việt: Quảng Châu Thị) là một thành phố ở tỉnh Gyeonggi, Hàn Quốc, một khu vực ngoại ô phía Đông Nam của thủ đô Seoul. Không nên nhầm lẫn thành phố này với thành phố lớn hơn Gwangju, thủ phủ cũ của tỉnh Nam Jeolla, Hàn Quốc. 

Bản đồ Gwangju